# 小行星5483
小行星5483（5483 Cherkashin）是一颗绕太阳运转的小行星，为主小行星带小行星。该小行星于1990年10月17日发现。

## 轨道参数
小行星5483的轨道半长轴为3.1248131 UA，离心率为0.075。